# Église de l'Assomption de Beaumont-sur-Grosne
L'église de l'Assomption de Beaumont-sur-Grosne est une église catholique située à Beaumont-sur-Grosne, dans le département de Saône-et-Loire, en France.
Elle relève de la paroisse Saint-Martin entre Saône et Grosne (qui a son siège à Sennecey-le-Grand), paroisse qui regroupe treize communes.

## Présentation
Cette église romane date du XIe siècle. L'église fait l’objet d’une inscription au titre des monuments historiques en 1986.

## Description
Originellement de plan basilical avec une voûte en plein cintre, deux collatéraux et une abside semi-circulaire, l'église fut incendiée pendant les guerres de religion. On remplaça alors les voûtes par une charpente lambrissée et l'on fit probablement disparaître, à cette époque, les piliers devenus inutiles et l'on édifia le chœur gothique à chevet plat. 
Cet espace est éclairé par une grande verrière à meneaux ornée d'un vitrail du XIXe siècle représentant la Vierge couronnée portant son Enfant entourée de sainte Anne et de saint Joseph. La clef de voûte présente le Christ en gloire, assis sur un arc en ciel et entouré d'anges musiciens.
Une pierre tombale circulaire (la défunte est donc inhumée debout) porte l'inscription gravée autour d'un écusson : « Cy-gist Regnée de Préfontaine, fille de Jehan de Préfontaine et de Catherine de Tavannes, dame de Varchamps, de la Coulonne et de Beaumont en partie, laquelle mourut en septembre 1527 ».
Le vitrail central représente la Vierge dans une représentation relativement « rare » : Notre-Dame des Victoires.

## Ouverture
Cette église participe depuis plusieurs années au projet Églises ouvertes porté par la Fondation Églises ouvertes et est l'une des trois à appartenir à ce réseau au sein du diocèse d'Autun (2022).